# Удружење српских писаца у иностранству
Удружење српских писаца у иностранству (енгл. Association of Serbian Writers Abroad, ASWA) основано је 3. јуна 1951. године. На скупштини у Лондону је учествовало 48 чланова-оснивача. Био је то један од најимпресивнијих скупова српске интелектуалне елите разбацане по свету после Другог светског рата.

## Оснивачи
Поред Слободана Јовановића, који је дао први подстицај овој идеји, ту су се нашли и представници предратне емиграције (Димитрије Митриновић и нешто млађи Јово Пламенац), и емигранти приспели из заробљеничких логора и дипломатских представништава који нису желели да се врате у земљу под комунистичким режимом, као и група младих људи која је рат провела у земљи и успела, пред сам крај рата или непосредно по његовом завршетку, да се домогне Запада.
Тако су се на заједничком послу оснивања Удружења које је требало „да омогући својим члановима рад на књижевном пољу“, нашли Милош Црњански, Николај Велимировић, Иринеј Ђорђевић, Божидар Пурић, Милан Гавриловић, Радоје Кнежевић, Миодраг Пурковић, Константин Фотић, Божидар Влајић, Младен Жујовић, Адам Прибићевић, Властимир С. Петковић, Урош Станковић, Коста Ст. Павловић, Миодраг Стајић, Десимир Тошић и др. За првог председника Удружења изабран је Милош Црњански, док је доживотни почасни председник био Слободан Јовановић. Црњански се после две године повукао из Удружења, а за председника је дошао Миодраг Стајић.

## Проширење чланства
Године 1970. право на чланство у Удружењу су добили и ликовни уметници и научни радници, па су се и циљеви ове сталешке организације нешто изменили: да „окупља српске писце, научне раднике и ликовне уметнике у циљу да олакша њихов професионални рад и да заштити њихове социјалне интересе, као и да ојача солидарност духовних радника, који раде у слободи, бранећи принципе потпуне слободе уметничког, културног и сваког другог интелектуалног рада“
На основу писаних трагова и сећања још живих чланова, види се да је основна јавна делатност Удружења српских писаца у иностранству била усредсређена на организовање јавних предавања у Лондону и широм Енглеске. „По висини и озбиљности којима су предавачи излагали поједине теме, може се слободно рећи да је Удружење умногоме допринело да се створи наше слободно, просвећено јавно мњење у иностранству“, забележено је у Зборнику Удружења српских писаца и уметника у иностранству, објављеном у Лондону 1973.

## Годишња награда
Године 1960. установљена је годишња награда Слободан Јовановић. Новчана вредност награде износила је педесет енглеских фунти, а добитник је добијао и бронзану медаљу са ликом Слободана Јовановића. У почетку је било предвиђено да се награда додељује за најбољу штампану књигу на српском језику, док се касније избор проширио и на радове на страним језицима везане за „интересе српског народа“ и за „проблеме у вези са српским народом, односно емиграцијом“.
У оквиру Удружења је основан и Архив за чување рукописа и преписке од вредности наших људи у емиграцији. Издавачка делатност, доста ограничена из финансијских разлога, одвијала се на српском језику и сводила се на брошуре, зборнике и књиге.

## Нови импулс
Рад Удружења поново је оживео 1992. године, кад су чланство (сведено на неколико имена због старости, болести и смрти) проширили млади писци који су се у то време затекли у Лондону. Решени да се некако организују и удруже, схватили су да је најприродније да уместо оснивања новог удружења приступе оном које већ постоји. Контаката је већ било и тадашњи (и садашњи) председник Ненад В. Петровић спремно је прихватио понуђену руку.
Први заједнички јавни наступ старих и нових чланова била је комеморација посвећена Бориславу Пекићу, 20. фебруара 1993. И данас је рад Удружења везан углавном за Лондон, мада међу члановима има и неколико писаца који живе у Сједињеним Америчким Државама.

## Санкције, ратне године
У току ратних година и санкција, кад су културне везе између Југославије и Велике Британије биле готово у потпуном прекиду, Удружење је, углавном у просторијама лондонске Школе за словенске и источноевропске студије, приредило више од двадесет књижевних вечери на којима су гостовали писци из Југославије (Предраг Р. Драгић Кијук, Љубиша Манојловић, Иван Лалић, Слободан Селенић, Коља Мићевић, Предраг Палавестра, Светозар Кољевић, Михајло Пантић, Матија Бећковић, Радослав Петковић, Предраг Марковић, Милован Данојлић) Представљени су и неки чланови Удружења, било индивидуално, било скупно.
Мада делује без ичије финансијске подршке, од средстава прикупљених у бољим временима малим донацијама неколицине привредника и оним што се прикупило од улазница продатих за књижевне вечери. Удружење је крајем 2001. покренуло едицију на енглеском језику, у којој би требало да се штампају дела српских писаца преведена на енглески (у првокласним преводима), као и књиге српских аутора који сад пишу и на енглеском.
Досад је у издању ASWA (Association of Serbian Writers Abroad, Удружење српских писаца у иностранству) објављено пет књига: 
- Arrivals and Departures, збирка песама Соње Бесфорд (Соња је рођена у Београду и пише и објављује прозу и поезију и на српском и енглеском),
- Three Comedies, три комедије Бранислава Нушића („Ожалошћена породица“, „Др“ и „Госпођа министарка“) (у преводу Џефрија Н. В. Лока)
- The Serbian Epic Ballad, антологија народне поезије (у преводу Џефрија Н. В. Лока),
- Poems, збирка поезије Јована Христића,
- Jewish Writers in Serbian Literature, књига Предрага Палавестре.